# Liste der Kulturdenkmäler in Nackenheim
In der Liste der Kulturdenkmäler in Nackenheim sind alle Kulturdenkmäler der rheinland-pfälzischen Ortsgemeinde Nackenheim aufgeführt. Grundlage ist die Denkmalliste des Landes Rheinland-Pfalz (Stand: 3. April 2024).

## Denkmalzonen
| Bezeichnung                | Lage | Baujahr                 | Beschreibung | Bild            |
| -------------------------- | --- | ----------------------- | --- | --------------- |
| Denkmalzone Ortskern       | Weinbergstraße 1–17 (ungerade Nummern), 2–8 (gerade Nummern), Schulgässchen 10, 14, Carl-Zuckmayer-Platz 1–5 Lage | 18. und 19. Jahrhundert | geschlossene Bebauung des frühen 18. Jahrhunderts bis um 1900, ein- und zweigeschossige barocke, klassizistische und späthistoristische Bauten mit Fachwerkpartien; neben in geistlichem Besitz befindlichen Höfen Rathaus (1751), katholischer Pfarrhof (1832), Ensemble zweier Schulhäuser (1886, 1903) | Fotos hochladen |
| Denkmalzone Weinbergstraße | Weinbergstraße 33, 35, 39, 43 Lage                                                                                | 18. und 19. Jahrhundert | Ensemble von giebelständigen Wohn- und Nebengebäuden in barocker Tradition mit Fachwerkpartien, im Wesentlichen ehemalige Pachthöfe geistlicher Institutionen, 18. und 19. Jahrhundert | BW              |

## Einzeldenkmäler
| Bezeichnung                             | Lage                                                  | Baujahr                    | Beschreibung | Bild                           |
| --------------------------------------- | ----------------------------------------------------- | -------------------------- | --- | ------------------------------ |
| Bergkapelle                             | Adam-Winkler-Straße 8, inmitten der Weinberge Lage    | 1616                       | Wegekapelle, gotisierender Putzbau, im Kern angeblich von 1616, wohl aus der zweiten Hälfte des 19. Jahrhunderts | Fotos hochladen                |
| Weingut Gunderloch                      | Carl-Gunderloch-Platz 1 Lage                          | 1814                       | ehemaliger Hof der Herren von Dalberg; weitläufige Dreiflügelanlage; herrschaftlicher nachbarocker Walmdachbau, datiert um 1814, im Kern eventuell aus dem 17. oder 18. Jahrhundert; winkelförmige Ökonomie auf tonnengewölbten Weinkellern, um 1859; barockisierende Gartenmauer und -portal, um 1903 | Fotos hochladen                |
| Dallesbrunnen                           | Carl-Gunderloch-Platz, bei Nr. 2 Lage                 | 1854                       | aufwändiger neugotischer Sandstein-Brunnenstock, gusseiserne Schwengelpumpe, 1854 | Fotos hochladen                |
| Rathaus                                 | Carl-Zuckmayer-Platz 1 Lage                           | 1751                       | spätbarocker Krüppelwalmdachbau, teilweise Zierfachwerk, 1751, Rokokomadonna, um 1750/60; klassizistischer Laufbrunnen | weitere Bilder Fotos hochladen |
| Gutshaus der Staatlichen Weinbaudomäne  | Carl-Zuckmayer-Straße 18 Lage                         | um 1905/10                 | mehrflügelige Anlage sandsteingegliederter Putzbauten; Wohn- und Verwaltungsgebäude um 1905/10 unter Einbeziehung älterer Bauteile | Fotos hochladen                |
| Hochwassermarke                         | Jahnstraße, an Nr. 15 Lage                            | 1882                       | Hochwassermarke, bezeichnet 1882 | Fotos hochladen                |
| Schulhaus                               | Kirchbergweg 2 Lage                                   | 1832                       | ehemalige Schule; spätklassizistischer Typenbau, 1832, rückwärtig Schulscheune, 19. Jahrhundert | Fotos hochladen                |
| Katholische Pfarrkirche St. Gereon      | Kirchbergweg 8/10 Lage                                | 1716 ff.                   | orts- und landschaftsbildprägender barocker Saalbau, 1716 ff. (bezeichnet 1716), Architekt Johannes Vordörffer; neubarocke Zubauten: Westquerbau, 1901/02, Architekt August Greifzu, Mainz; Westturm, 1911; bedeutende Ausstattung | weitere Bilder Fotos hochladen |
| Wegekapelle                             | Kirchbergweg, bei Nr. 8/10 Lage                       | 1900                       | am Treppenweg vom Ort her: Wegekapelle, Gelbklinkerbau, 1900, darin Kreuzigungsgruppe | Fotos hochladen                |
| Friedhofskreuz und Grabmäler            | Kirchbergweg, bei Nr. 8/10 Lage                       | ab 1850                    | auf dem Friedhof im Norden und Westen der Kirche: - Friedhofskreuz, Mitte des 19. Jahrhunderts - Grabmal Familie Valentin Platz († 1887): Ädikula mit Kreuzaufsatz - Grabmal Adam Höly († 1939): Ädikula mit Christusfigur nach Bertel Thorvaldsen - Grabmal Kaspar Zimmermann († 1974): Trauernde mit Palmzweig, 1930er Jahre - Grabmal Wilhelm Diehl: neugotische Marmorstele, um 1900 - Grabmal Hermann Schmitz († 1988): Pilasterädikula mit Engelrelief, um 1910 - Grabmal Familie Martin Schneider III († 1884): gotisierendes Sandsteinkreuz - Grabmal Wilhelm Klein († 1960): neugotischer Pfeiler um 1880/90 | Fotos hochladen                |
| Kriegerdenkmal                          | Kirchbergweg, bei Nr. 8/10 Lage                       | um 1875                    | unterhalb der Kirche: versetztes Kriegerdenkmal 1870/71, reliefierter Sandsteinobelisk, um 1875 | Fotos hochladen                |
| Zehnthof des Mainzer St. Stephansstifts | Langgasse 3 Lage                                      | um 1710                    | stattlicher barocker Krüppelwalmdachbau, teilweise Fachwerk, wohl um 1710; straßenbildprägend | Fotos hochladen                |
| Hof des Mainzer Reichklaraklosters      | Langgasse 5 Lage                                      | frühes 18. Jahrhundert     | barockes Fachwerkhaus, teilweise massiv, frühes 18. Jahrhundert; straßenbildprägend | Fotos hochladen                |
| Spolie                                  | Mainzer Straße, an Nr. 2 Lage                         | um 1600                    | Renaissance-Spolie: Fachwerkständer des Vorgängerbaus, um 1600 | Fotos hochladen                |
| Skulptur                                | Mainzer Straße, in Nr. 7 Lage                         | Mitte des 18. Jahrhunderts | spätbarocke Immakulata, Mitte des 18. Jahrhunderts | BW                             |
| Hofanlage                               | Mainzer Straße 14 Lage                                | 18. und 19. Jahrhundert    | Dreiseithof, 18. und 19. Jahrhundert; stattlicher Krüppelwalmdachbau, Mitte des 18. Jahrhunderts, Kelterhaus mit Wohngeschoss überbaut, Wirtschaftsgebäude mit Stall und Remise | BW                             |
| Skulptur                                | Rheinstraße, bei Nr. 30 Lage                          | 1759                       | Nepomuk-Figur, Tonskulptur, 1759 | Fotos hochladen                |
| Myriameterstein                         | Rheinstraße, bei Nr. 70 Lage                          | nach 1861                  | Myriameterstein XXXII der Rheinvermessung von 1861, kubischer Rotsandsteinblock mit pyramidenförmigem Abschluss | weitere Bilder Fotos hochladen |
| Wohnhaus                                | Weinbergstraße 3 Lage                                 | frühes 19. Jahrhundert     | stattlicher Fachwerkbau (verputzt), wohl aus dem frühen 19. Jahrhundert, Toranlage; straßenbildprägend | BW                             |
| Kurmainzer Hof                          | Weinbergstraße 15 Lage                                | frühes 18. Jahrhundert     | barockes Fachwerkhaus, teilweise massiv, frühes 18. Jahrhundert, Torbogen und Pforte bezeichnet 1717 | Fotos hochladen                |
| Wohnhaus                                | Weinbergstraße 84 Lage                                | um 1868                    | siebenachsiger spätklassizistischer Putzbau, wohl um 1868, Geburtshaus Carl Zuckmayers | BW                             |
| Spolie                                  | Wormser Straße, an Nr. 7 Lage                         | 1752                       | barocker reliefierter Torschlussstein, bezeichnet 1752 | Fotos hochladen                |
| Haus Kisselwörth                        | östlich des Ortes auf der Rheininsel Kisselwörth Lage | 1900                       | ehemaliges Stromwärterhaus; spätgründerzeitlicher Hakenhof, stimmungsvolles Ensemble mit Klinkerbauten, teilweise rautenverziert, 1900 | Fotos hochladen                |
| Bergkreuz                               | südlich des Ortes; Flur Auf der Platte Lage           | 1767                       | Wegekreuz, reliefierter Sockel, bezeichnet 1767 (Kruzifix erneuert) | Fotos hochladen                |
| Wasserbehälter                          | westlich des Ortes; Flur Auf dem Autal Lage           | 1904                       | blockhafter Jugendstilbau, bezeichnet 1904, nach Planung von Wilhelm Lenz (Baubeamter beim Kulturbauamt Mainz) | weitere Bilder Fotos hochladen |